# Zgorzel liści sercowych buraka
Zgorzel liści sercowych buraka – choroba nieinfekcyjna buraka. Zwana jest także zgorzelą liści sercowych i suchą zgnilizną korzenia. Spowodowana jest niedoborem boru i zwykle występuje w latach suchych na naturalnie zasadowych glebach, a także na przewapnowanych glebach kwaśnych. Nadmiar wapnia w glebie uniemożliwia wówczas roślinom pobieranie boru. Duży brak tego pierwiastka może spowodować obniżenie plonu korzeni nawet o 50–60%. Ponadto korzenie takie nie nadają się do przechowywania, a jeśli przeznaczy się je na sadzonki, to nie wytwarzają pędów nasiennych.
Burak wykazuje szczególną wrażliwość na brak boru. Najpierw następuje kędzierzawość liści sercowych, liście te są mniejsze, pomarszczone. Ogonek liściowy i nerw główny zawijają się do środka wyglądem przypominając sałatę. Pojawiają się brązowe plamy nekrotyczne. Tuż pod liśćmi sercowymi pojawia się czarna plama sięgająca aż do środka korzenia. Powstaje w niej sucha zgnilizna, którą opanowują grzyby Pleospora bjoerlingii i Fusarium culmorum. Czasem na powierzchni korzeni powstają szare plamy, a na przekroju miąższ wokół wiązek przewodzących jest ściemniały.

## Postępowanie
- po pojawieniu się objawów niedoboru należy rośliny opryskać rozpuszczonymi w wodzie nawozami zawierającymi bor;
- unikać przewapnowania gleby;
- nie stosować zbyt silnego nawożenia mineralnego;
- wzbogacić glebę w próchnicę[2].